# Theodor Hindenburg
Georg Theodor Hindenburg (10. marts 1836 i København – 1. marts 1919 på Frederiksberg) var en dansk retskyndig, bror til Arthur Hindenburg.
Hindenburg blev student 1854, cand.jur. 1861, 1872 protokolsekretær i
Højesteret, 1876 assessor (dommer) i Københavns Kriminal- og Politiret, 1881-1906 i Den kongelige Landsoverret samt Hof- og Stadsret, 1891-95 tillige næstformand i Sø- og Handelsretten. Ligesom broderen var han en virksom konservativ deltager i 1880'ernes politiske bevægelser. Foruden jurisprudensen dyrkede Hindenburg særlig historie, arkæologi og musik. Et af hans mest kendte arkæologiske arbejder er hans "Bidrag til den danske Arkæologis Historie" i Dansk Maanedsskrift for 1859. I den juridiske læseverden vandt han et navn ved Juridisk Formularbog (1880, 5. udg. ved Krarup og Aage Svendsen 1919), til hvilken han forstod at knytte en række særlig sagkyndige medarbejdere, medens hans egne bidrag dertil kun var af underordnet betydning. Et svagt gammelmandsarbejde var Hindenburgs foredrag Bør vor Strafferetspleje forbedres uden Indførelse af Nævninger (1914).
Han var Kommandør af 1. grad af Dannebrog og Dannebrogsmand.